# Colony (album)
Colony – to czwarty album studyjny melodic death metalowej grupy In Flames. Ukazał się w sprzedaży 22 czerwca 1999 roku i został wydany przez Nuclear Blast. Od wydania Colony skład zespołu pozostał niezmieniony aż do 2010 roku. Teksty piosenek opierają się na różnych aspektach religii i duchowości. Płyta zawiera dwie nowe wersje piosenek z ich pierwszego albumu – "Behind Space '99" oraz "Clad in Shadows '99".

## Lista utworów
1. "Embody the Invisible" – 3:37
2. "Ordinary Story" – 4:16
3. "Scorn" – 3:37
4. "Colony" – 4:39
5. "Zombie Inc." – 5:05
6. "Pallar Anders Visa" – 1:41
7. "Coerced Coexistence" – 4:14
8. "Resin" – 3:21
9. "Behind Space '99" – 3:58
10. "Insipid 2000" – 3:45
11. "The New Word"* – 3:18

### Różnice pomiędzy wersjami

#### Wersja na rynek japoński (1999)
Bonus tracks:
- "Clad in Shadows '99" – 2:24
- "Man Made God"  – 4:12

#### The Korean Digipak (1999)
Bonus tracks:
- "Clad in Shadows '99"
- "Man Made God"
- "Murders in the Rue Morgue"

#### The Deluxe Edition (2004)
- Bonus track: "Man Made God"
- Galeria zdjęć
- "Ordinary Story" teledysk
- Tapety na pulpit
- Wygaszacz ekranu
- Skórki do Winampa
- Teksty utworów